# Montorfano
Montorfano (Muntorfan in dialetto comasco, AFI: /muŋˈtɔrfaŋ/) è un comune italiano di 2 514 abitanti della provincia di Como in Lombardia.
Trae il suo nome dal monte di origine morenica che lo sovrasta (Monte Orfano) e anche il lago situato nelle immediate vicinanze prende lo stesso nome. Il territorio che circonda il lago, comprendente anche parte del comune di Capiago-Intimiano, è tutelato dal Consorzio della "Riserva naturale Lago di Montorfano" con il fine di salvaguardare la natura e il paesaggio della zona.

## Storia
Resti di palafitte fanno pensare che la zona del lago di Montorfano fosse abitata sin dalla preistoria.
I Golasecchiani dell'Età del ferro si erano stanziati nella zona e costruirono sul Monte Orfano un castrum; in seguito, furono assoggettati dagli Insubri, popolazione di origine gallica.
Nel 196 a.C. gli Insubri del Monte Orfano furono sconfitti dal generale romano Marco Claudio Marcello. Con la caduta dell'Impero romano, questa zona rimase abbandonata per un lungo periodo fino al Medioevo.
Il castrum sul Monte Orfano venne ripristinato per esigenze strategiche e di segnalazione e venne incluso in una serie di fortificazioni usate per la trasmissione di messaggi che dall'alta Valtellina facevano capo al Castello Baradello di Como. Il castello fu scelto come rifugio dai soldati di Federico Barbarossa e forse dall'imperatore stesso dopo la sconfitta di Tessera nel 1160 presso Carcano.
Durante le lotte per la supremazia tra Como e Milano, il borgo formatosi all'ombra del castello si trovò spesso al centro delle dispute. Si trattava infatti un importante punto di riferimento, poiché dalla Rocca del monte si riusciva a controllare la pianura milanese.
Nel XIII secolo il duca di Milano Matteo Visconti diede sua figlia Floramunda in moglie al Conte Guido Mandelli III, infeudando così Montorfano alla famiglia dei Mandelli.
Nel 1346  “el locho o borgho da Montorfano” è attestato tra le località che, all'interno della pieve di Galliano, hanno in carico la manutenzione della cosiddetta "strata da Niguarda".
Nel contesto di successive dispute tra famiglie nobiliari comaschi e milanesi, nel 1413 Giacomo Mandelli dei conti di Montorfano vinse in un torneo la mano di Elisabetta Rusca, figlia del Signore di Como Franchino Rusca. Il torneo, svoltosi di fronte a principi italiani e tedeschi, vide la presenza anche del Re di Ungheria e Boemia Sigismondo II. Il matrimonio di Giacomo con Elisabetta Rusca comportò un periodo di pace tra Milano e Como. Più volte abbattuta e ricostruita, la fortezza di Montorfano fu definitivamente abbattuta da Carlo V nel XVI secolo.
Da Montorfano proveniva la famiglia di Giovanni Donato da Montorfano, autore del grande affresco della Crocifissione che, nel refettorio della chiesa di Santa Maria delle Grazie a Milano, si trova sulla parete opposta all’Ultima Cena.
Dal 1475 alla fine del XVIII secolo Montorfano seguì le sorti della pieve di Galliano, infeudata alla famiglia dei Pietrasanta dopo esser stata precedentemente concessa in feudo a Polidoro Sforza Visconti (fratello di Galeazzo Maria).
Nel 1751 il comune di Montorfano è attestato come avente giurisdizione anche sui cassinaggi di Incastro, Paravicino e Moline.
Un decreto di riorganizzazione amministrativa del Regno d'Italia napoleonico datato 1807 sancì l'annessione dei comuni di Capiago ed uniti e Intimiano. L'unione fu tuttavia abrogata con la Restaurazione e la costituzione del Regno Lombardo-Veneto, quando il comune di Montorfano fu inserito nella provincia di Como, mentre il resto della pieve di Galliano rimase in quella di Milano.
Da un punto di vista ecclesiastico, la "capella" di Montorfano era citata nel 1398 tra quelle della pieve di Galliano. La parrocchia di Montorfano era dunque in origine ambrosiana, sia dal punto di vista del rito sia di quello della diocesi. Gli atti della visita dell'arcivescovo Giuseppe Pozzobonelli nella pieve di Cantù del 1764 attestano che, entro i confini della parrocchia di Montorfano, erano pure compresi un oratorio dedicato alla Vergine Addolorata e uno intitolato a Sant'Antonio di Padova, situato alla Cà Franca. Nel 1781, secondo la nota specifica delle esenzioni prediali a favore delle parrocchie dello stato di Milano, la parrocchia di Montorfano contava 449 abitanti. Con rescritto della Sacra Congregazione per i vescovi del 15 settembre 1982, reso esecutivo con decreto del 15 ottobre 1982 del vescovo Teresio Ferraroni, la parrocchia di Montorfano fu staccata dalla diocesi di Milano e assegnata alla diocesi di Como.

### Simboli
Lo stemma e il gonfalone sono stati concessi con decreto del presidente della Repubblica del 15 settembre 1979.
Nello stemma sono rappresentati il lago di Montorfano delineato con la sua forma rotonda e così chiamato per la stranezza di essere isolato come il monte omonimo, il cui nome latino è per l'appunto "Mons Orphanus", ovvero lontano e disgiunto dagli altri monti circostanti, sulla cui sommità sono raffigurati i ruderi di quello che doveva essere il castello dove trovò riparo Federico Barbarossa dopo la sconfitta nella battaglia di Tassera combattuta nell'anno 1160 tra il Barbarossa ed i comuni di Erba ed Orsenigo. Le tre stelle nell'ultimo quarto alludono alle origini del luogo e ai vari ritrovamenti degli scavi archeologici: la palafitta, la necropoli e le epigrafi che testimoniano dell'esistenza dell'insediamento di Montorfano sin dall'antichità.
Il gonfalone è un drappo di azzurro.

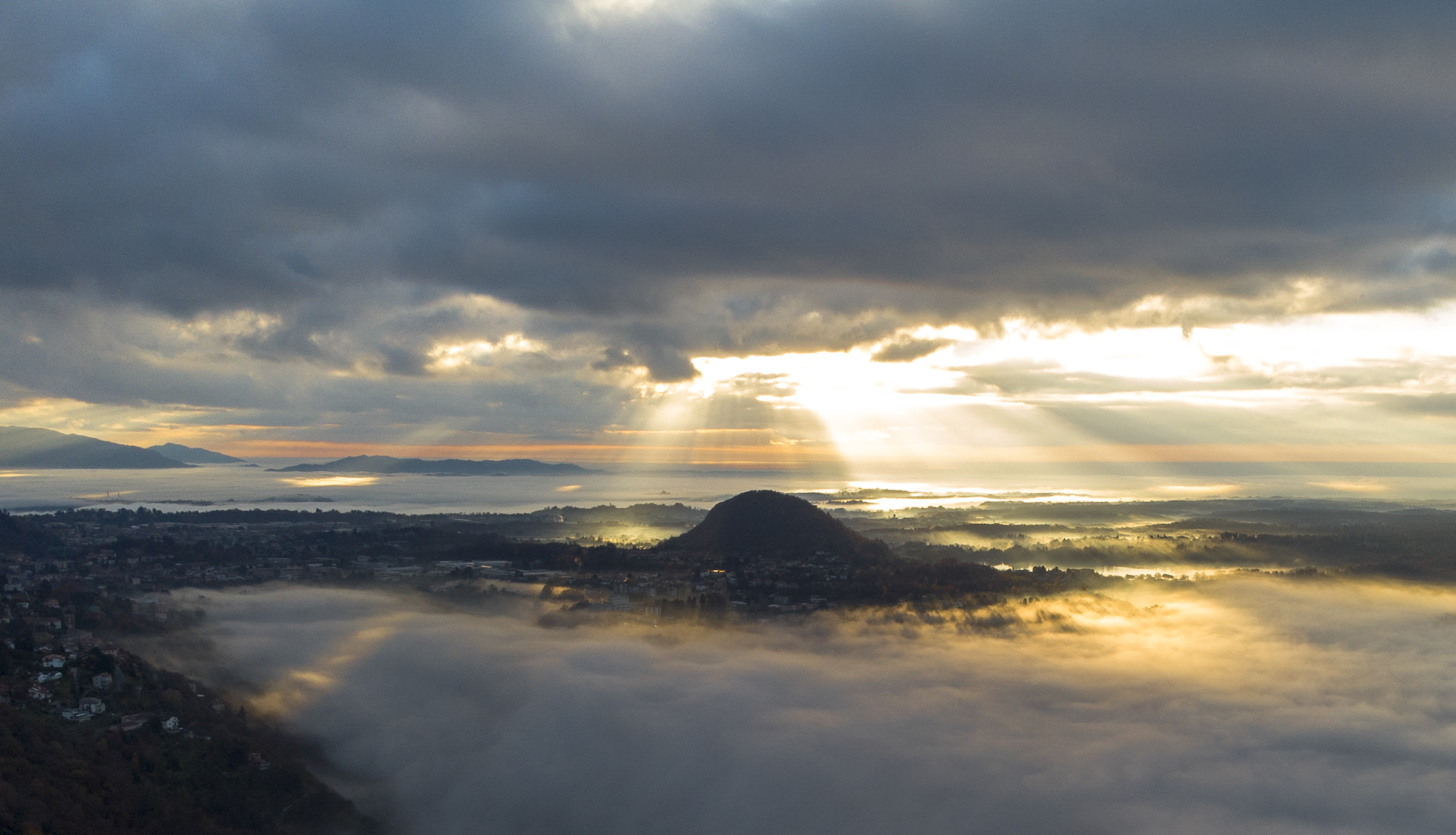
Il Monte Orfano svetta tra la nebbia mattutina

## Monumenti e luoghi d'interesse

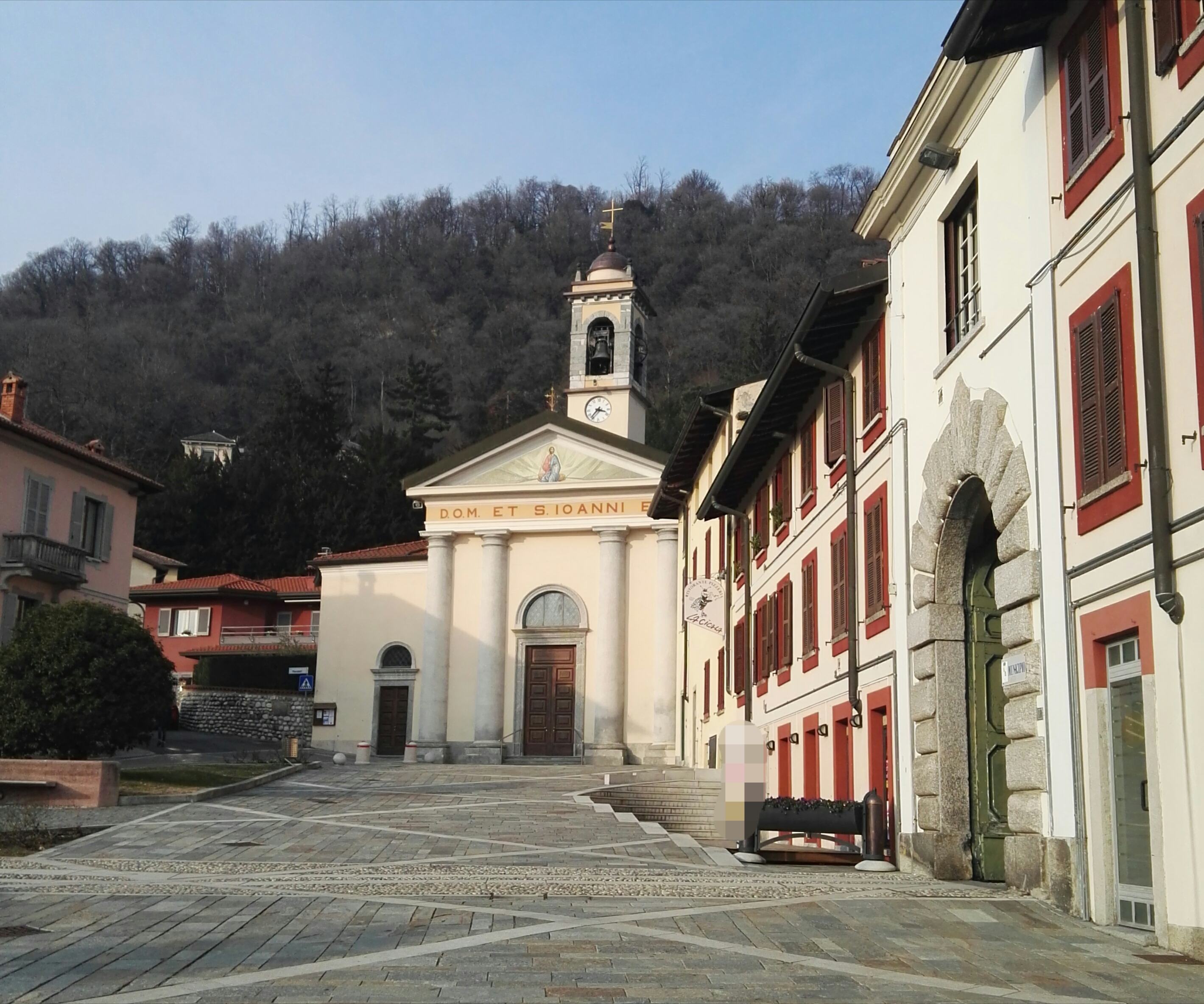
Chiesa di San Giovanni

### Architetture
La piazza del piccolo paese offre uno scorcio particolarmente suggestivo, rettangolare, di sapore cinquecentesco, in fondo alla quale sorge l'antichissima piccola Parrocchiale dedicata a San Giovanni Evangelista, del XVI secolo ma più volte adattata ed ampliata, completamente ristrutturata all'interno nel 2012; le prime notizie della chiesa risalgono al 1044. Nella piazza sono anche il Monumento ai Caduti e l'ingresso di Villa Manusardi, sede del Municipio.
Alle spalle del paese, a poche centinaia di metri dal lago, si trova il Monte Orfano (554 metri), sulla cui cima sono ancora visibili i resti di un complesso fortificato di origini che datano al II e III secolo a.C. più volte distrutto e ricostruito; già proprietà dei Mandelli, nel 1600 il complesso venne fatto completamente abbattere da Carlo V; ora non ne rimangono che pochi ruderi in cattivo stato di conservazione. Dopo le campagne di scavi del 1973 e del 1979 i resti sono stati completamente abbandonati.
In riva al lago si trova Villa Barbavara di Gravellona (XVIII secolo), proprietà di una degli ultimi discendenti della nobile famiglia dei Mandelli, che già dal tempo di Ottone I di Sassonia (962) erano feudatari di Maccagno. Anche il lago era di proprietà dei Mandelli. La villa include una Sala d'Armi che conserva le antiche armi e un grande quadro raffigurante l'albero genealogico della casata. La villa, risalente al XVI secolo, fu iniziata dal conte Nicolò II e completata da suo figlio Franco, marito di Lucia Serbelloni, zia del futuro papa Pio IV. Durante la Seconda guerra mondiale, la villa fu requisita da Valerio Borghese come roccaforte della X MAS. Legato al nome dei Barbavara è l'antica cappella di famiglia, situata in mezzo al bosco nei pressi del lido di Montorfano.
Degna di nota è anche Villa Mandelli, arroccata sulle pendici del Monte Orfano poco sopra alla chiesa di San Giovanni.

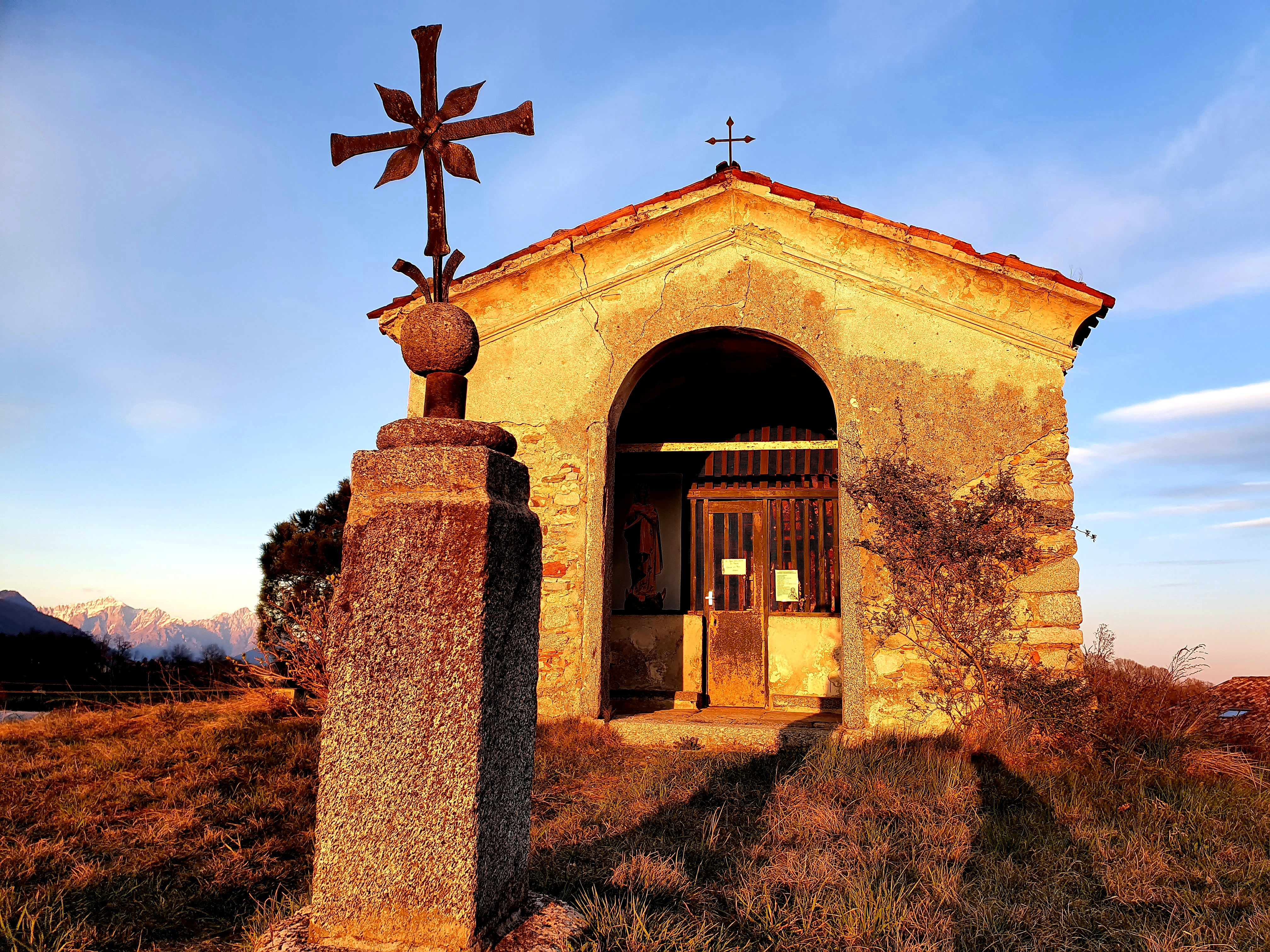
Cappella di San Bartolomeo

Infine, nei pressi della località Parravicina, si trova la cappella di San Bartolomeo, già attestata nel 1558, presso la quale si trovava probabilmente un antico monastero.

### La Riserva Regionale del lago di Montorfano

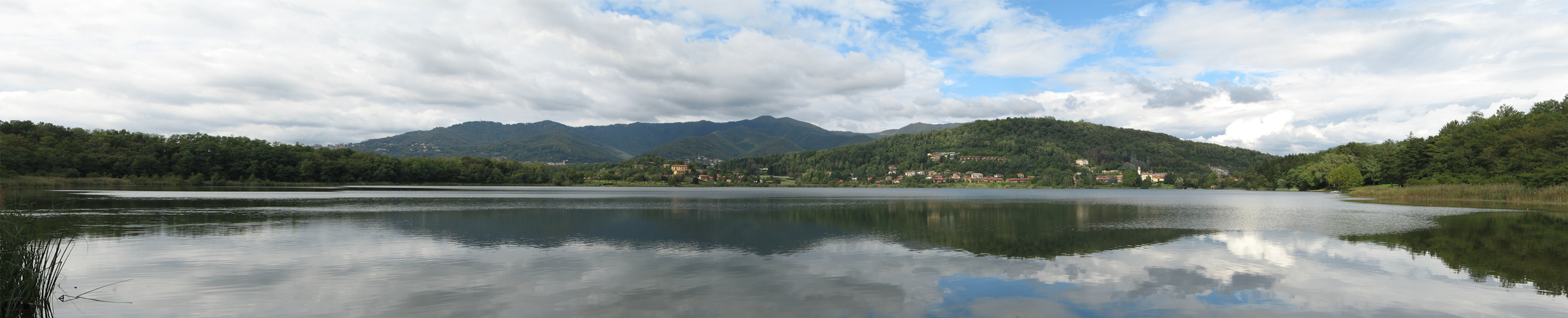
Immagine panoramica del lago di Montorfano

Il lago di Montorfano, originato da uno sbarramento morenico, è il più piccolo della serie brianzola.
Ha una forma tondeggiante, una superficie di 0,46 km², un perimetro di 2,6 km, una profondità massima di 6,75 metri. È alimentato da sorgenti sotterranee e l'unico emissario è la Roggia Molinara che defluisce nel Torrente Terrò. Il suo patrimonio ittico è notevole. Quando l'inverno era più freddo lo spessore del ghiaccio poteva raggiungere anche i 50 cm e tagliato e frantumato in pezzi veniva conservato in appositi locali (giazerùn) e venduto durante l'estate. Percorrendo il sentiero sulla sponda ovest del lago troviamo una costruzione in pietra a forma circolare: sono i ruderi di una grande ghiacciaia (nei pressi del lago ne sorgevano molte altre di cui purtroppo non resta traccia). Oggi il lago non gela più come un tempo e lo strato di ghiaccio in certi punti è molto sottile ma l'arrivo dei frigoriferi ha cancellato per sempre l'industria del ghiaccio.

## Società

### Evoluzione demografica

#### Demografia pre-unitaria
- 348 nel 1751[7]
- 366 nel 1771[21]
- 406 nel 1799[9]
- 399 nel 1805[9]
- 1 125 nel 1809 dopo annessione di Capiago e Intimiano[9]
- 695 nel 1853[10]
- 696 nel 1859[22]

#### Demografia post-unitaria
Abitanti censiti

## Sport
Dal 1926 Montorfano ospita il Golf Club Villa d'Este, commissionato a Peter Gannon dagli allora proprietari dell'omonima villa di Cernobbio.

### Annotazioni
1. ↑  Per il dialetto comasco, si utilizza l'ortografia ticinese, introdotta a partire dal 1969 dall'associazione culturale Famiglia Comasca nei vocabolari, nei documenti e nella produzione letteraria.

### Fonti
1. 1 2   Bilancio demografico mensile anno 2024 (dati provvisori), su demo.istat.it, ISTAT.
2. ↑   Classificazione sismica (XLS), su rischi.protezionecivile.gov.it.
3. ↑   Tabella dei gradi/giorno dei Comuni italiani raggruppati per Regione e Provincia (PDF), in Legge 26 agosto 1993, n. 412, allegato A, Agenzia nazionale per le nuove tecnologie, l'energia e lo sviluppo economico sostenibile, 1º marzo 2011,  p. 151. URL consultato il 25 aprile 2012 (archiviato dall'url originale il 1º gennaio 2017).
4. ↑  TCI, Guida d'Italia [...], p. 284.
5. 1 2 3 4 5  Borghese, pp. 320-321.
6. 1 2 3 4 5 6 7   Note storiche - Villa di Montorfano Barvabava, su Villa di Montorfano Barbavara. URL consultato il 15 dicembre 2019 (archiviato dall'url originale il 16 dicembre 2019).
7. 1 2 3 4   Comune di Montorfano, sec. XIV - 1757 – Istituzioni storiche – Lombardia Beni Culturali, su lombardiabeniculturali.it. URL consultato il 9 maggio 2020.
8. ↑   Carlo Annoni, Monumenti e fatti politici e religiosi del Borgo di Canturio e sua pieve, Ferrario, 1835. URL consultato il 15 dicembre 2019.
9. 1 2 3 4   Comune di Montorfano, 1798 - 1815 – Istituzioni storiche – Lombardia Beni Culturali, su lombardiabeniculturali.it. URL consultato il 9 maggio 2020.
10. 1 2   Comune di Montorfano, 1816 - 1859 – Istituzioni storiche – Lombardia Beni Culturali, su lombardiabeniculturali.it. URL consultato il 9 maggio 2020.
11. ↑   SIUSA - Parrocchia di S. Giovanni evangelista in Montorfano, su siusa.archivi.beniculturali.it. URL consultato il 15 dicembre 2019.
12. ↑   Montorfano, decreto 1979-09-15 DPR, concessione di stemma e gonfalone, su Archivio Centrale dello Stato.
13. ↑   Villa Manusardi - complesso, Piazza Roma, 18 - Montorfano (CO) – Architetture – Lombardia Beni Culturali, su lombardiabeniculturali.it. URL consultato il 15 dicembre 2019.
14. ↑   MONTORFANO – VISITA NOTTURNA DI VILLA MANUSARDI, su laprovinciadicomo.it. URL consultato il 15 dicembre 2019 (archiviato dall'url originale il 16 dicembre 2019).
15. 1 2  TCI, Guida d'Italia [...], p. 285.
16. ↑   Villa Barbavara - complesso, Via Cantù, 2 - Montorfano (CO) – Architetture – Lombardia Beni Culturali, su lombardiabeniculturali.it. URL consultato il 15 dicembre 2019.
17. ↑   Cappella Barbavara, Via Al Lago - Montorfano (CO) – Architetture – Lombardia Beni Culturali, su lombardiabeniculturali.it. URL consultato il 9 maggio 2020.
18. ↑   Villa Mandelli, Via Mandelli, 6 - Montorfano (CO) – Architetture – Lombardia Beni Culturali, su lombardiabeniculturali.it. URL consultato il 15 dicembre 2019.
19. ↑   Cappella di S. Bartolomeo, Via San Bartolomeo - Montorfano (CO) – Architetture – Lombardia Beni Culturali, su lombardiabeniculturali.it. URL consultato il 23 marzo 2021.
20. ↑   Il Faggio, San Bartolomeo a Montorfano, su Associazione Il Faggio sul Lago, 22 maggio 2021. URL consultato il 21 dicembre 2021.
21. ↑   Comune di Montorfano, 1757 - 1797 – Istituzioni storiche – Lombardia Beni Culturali, su lombardiabeniculturali.it. URL consultato il 9 maggio 2020.
22. ↑   Comune di Montorfano, 1859 - [1971] – Istituzioni storiche – Lombardia Beni Culturali, su lombardiabeniculturali.it. URL consultato il 9 maggio 2020.
23. ↑  Statistiche I.Stat ISTAT URL consultato in data 28 dicembre 2012.
Nota bene: il dato del 2021 si riferisce al dato del censimento permanente al 31 dicembre di quell'anno. Fonte:  Popolazione residente per territorio - serie storica, su esploradati.censimentopopolazione.istat.it.
24. ↑   StackPath, su villadeste.com. URL consultato il 30 marzo 2021 (archiviato dall'url originale il 22 gennaio 2022).